# Kanton Ervy-le-Châtel
Der Kanton Ervy-le-Châtel war bis 2015 ein französischer Wahlkreis im Département Aube und in der Region Champagne-Ardenne. Er umfasste 16 Gemeinden im Arrondissement Troyes; sein Hauptort (frz.: chef-lieu) war Ervy-le-Châtel. Die landesweiten Änderungen in der Zusammensetzung der Kantone brachten im März 2015 seine Auflösung. Vertreter im Generalrat des Départements war zuletzt Franck Simard.
Der Kanton Ervy-le-Châtel war 230,47 km² groß und hatte im Jahr 5808 Einwohner (Stand 2012).

## Gemeinden
| Gemeinde                | Einwohner ; (Stand: 2022) | Code postal | Code Insee |
| ----------------------- | ------------------------- | ----------- | ---------- |
| Auxon                   | 934                       | 10130       | 10018      |
| Chamoy                  | 503                       | 10130       | 10074      |
| Chessy-les-Prés         | 534                       | 10130       | 10099      |
| Coursan-en-Othe         | 103                       | 10130       | 10107      |
| Courtaoult              | 90                        | 10130       | 10108      |
| Les Croûtes             | 96                        | 10130       | 10118      |
| Davrey                  | 225                       | 10130       | 10122      |
| Eaux-Puiseaux           | 251                       | 10130       | 10133      |
| Ervy-le-Châtel          | 1108                      | 10130       | 10140      |
| Marolles-sous-Lignières | 363                       | 10130       | 10227      |
| Montfey                 | 115                       | 10130       | 10247      |
| Montigny-les-Monts      | 250                       | 10130       | 10251      |
| Racines                 | 177                       | 10130       | 10312      |
| Saint-Phal              | 517                       | 10130       | 10359      |
| Villeneuve-au-Chemin    | 196                       | 10130       | 10422      |
| Vosnon                  | 237                       | 10130       | 10441      |

## Bevölkerungsentwicklung
| 1962 | 1968 | 1975 | 1982 | 1990 | 1999 | 2006 | 2012 |
| ---- | ---- | ---- | ---- | ---- | ---- | ---- | ---- |
| 4787 | 5289 | 5042 | 5187 | 5341 | 5424 | 5703 | 5808 |